# D. W. Griffith
David Llewelyn Wark Griffith, známý jako D. W. Griffith (22. ledna 1875, Crestwood, Kentucky, USA – 23. července 1948, Hollywood, Kalifornie, USA) byl jeden z nejvýznamnějších režisérů raného období americké kinematografie. Proslul zejména filmy Zrození národa (1915) a Intolerance (1916).

## Mládí
Narodil se roku 1875 na rodinné farmě blízko města Crestwood v americkém státě Kentucky. Jeho otec Jacob Griffith byl plukovníkem armády Konfederovaných států amerických a pro Jižany hrdinou americké občanské války. Griffith navštěvoval vesnickou školu, kde ho vyučovala jeho starší sestra Mattie. Když mu bylo deset let, jeho otec zemřel a rodina se začala potýkat s chudobou. Po několika letech jeho matka prodala farmu, ve které dosud žili, a odstěhovala se s rodinou do města Louisville, kde si otevřela penzion. Ten ovšem brzy zkrachoval a tak byl Griffith v 15 letech nucen zanechat školy a začít pracovat, nejprve v obchodě s textilním zbožím, následně v knihkupectví.
Griffith začal svoji uměleckou kariéru jako dramatik, ale setkal se pouze s malým úspěchem. Jen jedna z jeho her byla realizována na jevišti. Rozhodl se tedy být také hercem a objevil se v mnoha hrách jako statista.

## Filmová kariéra
V roce 1907 se Griffith, stále jako herec a neúspěšný dramatik, odstěhoval do New Yorku a pokusil se prodat scénář Edwinu S. Porterovi. Porter scénář odmítl, ale namísto toho dal Griffithovi roli ve filmu Orlem ukradené dítko (1908). Následně byl hercem ve firmě American Mutoscope and Biograph Company v New Yorku. Hlavní režisér této společnosti Wallace McCutcheon tehdy těžce onemocněl a vedení společnosti se rozhodlo vystřídat ho právě Griffithem. A tak natočil svůj první film, nazvaný Dollina dobrodružství (1908).
Následujících pět let, do roku 1913, pracoval pro American Mutoscope and Biograph Company jako režisér a v této době natočil přes 450 krátkometrážních snímků, což bylo na tehdejší dobu velmi vysoké číslo. Například jeho film In Old California (1910) byl prvním filmem natočeným v Hollywoodu v Kalifornii a snímek Mušketýři ze špinavé uličky (1912) je zase považován za první filmovou gangsterku. Na těchto filmech měl možnost experimentovat a zkoušet různé převratné metody natáčení jako například roztřesení kamery, pohyb kamery a jiné prvky, které později uplatnil ve svých dlouhometrážních filmech.

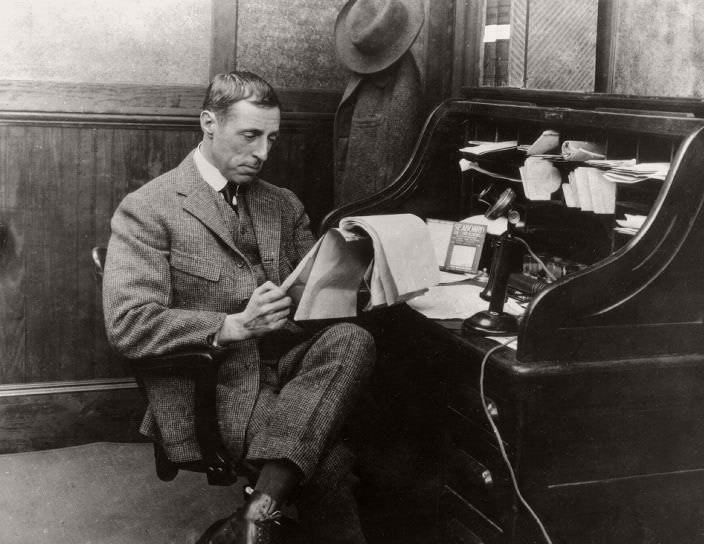
Griffith u svého psacího stolu, 1925.

Poté, co viděl dvouapůlhodinový italský spektákl Boj o světovládu (1914), nabyl Griffith přesvědčení, že budoucnost kinematografie patří dlouhým filmům. Natočil a produkoval hodinový film Princezna z Betulie (1914), jeden z prvních dlouhometrážních filmů vyrobených ve Spojených státech. American Mutoscope and Biograph Company ovšem nesdílela Griffithův zápal pro dlouhometrážní film a tak společnost opustil. Společně se svými stálými spolupracovníky přešel k jiné filmové produkční společnosti Mutual Film Corporation.
Zde Griffith realizoval film Zrození národa (1915), jeden z prvních blockbusterů. Vyznačoval se užitím pokročilých stylistických a formálních technik a jeho obrovská popularita podpořila nastupující dominanci dlouhometrážního filmu ve Spojených státech. Film byl extrémně kontroverzní kvůli negativnímu zobrazování černošského obyvatelstva a naopak pozitivního zobrazování otroctví a Ku-klux-klanu. Přestože se setkal se špatnou kritikou, byl široce promítán a stal se nejvýdělečnější filmovou atrakcí svého času. Mezi lidmi, kteří profitovali z filmu, byl i Louis B. Mayer, který koupil práva na distribuci filmu v Nové Anglii na severovýchodě USA. S vydělaným kapitálem byl schopen začít svoji kariéru jako producent, což později kulminovalo ve vytvoření studia Metro-Goldwyn-Mayer.
Ve svém následujícím filmu, nazvaném Intolerance (1916), Griffith reaguje na kritiku svého předchozího snímku. V tomto filmu zobrazil efekt předsudků v myšlení a chování ve čtyřech různých historických obdobích - v období pádu Babylónu, ukřižování Ježíše Krista, v čase Bartolomějské noci a v tehdejší moderní době. Na rozdíl od jeho předchozího spektáklu, tento měl velmi dobré kritiky, ale naopak nebyl finančně úspěšný, přestože měl relativně dobré tržby, jelikož výdělky nedokázaly pokrýt nákladnou propagační kampaň, která film doprovázela. Tento nešťastný fenomén doprovázel i některé další Griffithovy snímky, které byly také značně výdělečné, ale vlivem nákladné produkce a propagace byly přesto finančně ztrátové.
Když v roce 1917 přišel o svůj podíl ve společnosti Mutual Film Corporation, přešel ke společnosti First National, avšak ani tam dlouho nevydržel. V roce 1919 společně s Charlesem Chaplinem, Mary Pickfordovou a Douglasem Fairbanksem spoluzaložil produkční a distribuční společnost United Artists, kde pokračoval v natáčení filmů.
Mezi ty nejznámější a nejúspěšnější filmy jeho kariéry po první světové válce patří Zlomený květ (1919), Cesta na východ (1920) a Děti velké revoluce (1921). Na začátku zvukové éry kinematografie ještě natočil dva zvukové filmy - Abraham Lincoln (1930) a Zápas (1931) - avšak oba se setkaly jak s finančním, tak s kritickým neúspěchem a Griffith žádný další film již nenatočil. Ve 30. letech byl většinou diváctva již pozapomenut, ale lidé pracující ve filmovém průmyslu ho měli stále v úctě a ojediněle také spolupracoval na několika filmech. V roce 1936 dostal speciálního Oscara od Akademie filmového umění a věd.
D. W. Griffith je jednou z pozitivních postav italsko-francouzsko-amerického koprodukčního filmu Good morning Babylone z roku 1986.

## Smrt

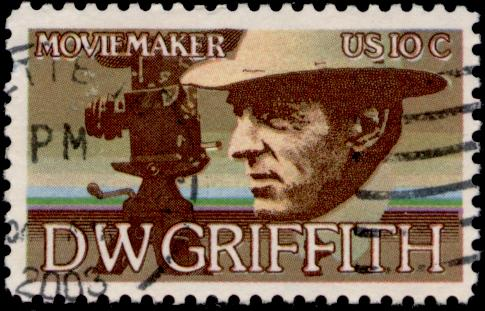
Griffith na americké poštovní známce, 1975.

Griffith zemřel roku 1948 na krvácení do mozku při transportu do nemocnice poté, co byl objeven v bezvědomí v jednom hotelu v Los Angeles, kde žil. Zpopelněn byl roku 1950 ve městě Centerfield v Kentucky.

## Odkaz
Legenda stříbrného plátna Charles Chaplin nazval Griffitha „Učitelem nás všech.“ A toto mínění bylo u prominentních filmařů všeobecné. Tak rozdílní filmaři jako John Ford, Alfred Hitchcock nebo Orson Welles o něm vždy hovořili s velkým respektem. Orson Welles poznamenal: „Nikdy jsem doopravdy nenáviděl Hollywood právě kvůli osobnosti D. W. Griffitha. Žádné město, průmysl, profese nebo umělecká forma nedluží tak moc jedinému člověku.“
Griffith je všeobecně považován za jednu z nejvýznamnějších figur raného filmu kvůli rozvoji filmových vyjadřovacích prostředků a charakteru filmové narace obecně. Má hvězdu na Hollywoodském chodníku slávy.

## Výběrová filmografie
- Mušketýři ze špinavé uličky (The Musketeers of Pig Alley) (1912)
- Zrození národa (The Birth of a Nation) (1915)
- Intolerance (Intolerance) (1916)
- Zlomený květ (Broken Blossoms) (1919)
- Cesta na východ (Way Down East) (1920)
- Děti velké revoluce (Orphans of the Storm) (1921)